# Kim Soo-nyung
Kim Soo-nyung (kor. 김수녕; * 5. April 1971 in Chungcheongbuk-do, Südkorea) ist eine ehemalige südkoreanische Bogenschützin, vierfache Weltmeisterin und vierfache Olympiasiegerin.
Im Alter von 17 Jahren gewann sie bei den Olympischen Sommerspielen 1988 in Seoul bereits zwei Goldmedaillen – im Einzel und mit der Mannschaft. Anschließend holte sie bei den Weltmeisterschaften 1989 in Lausanne und 1991 in Krakau vier Goldmedaillen. Sie siegte je zweimal im Einzel- wie auch im Mannschaftswettbewerb.
Bei den Olympischen Sommerspielen 1992 in Barcelona gewann sie wiederum mit der südkoreanischen Mannschaft und erhielt die Silbermedaille im Einzel. Nach den Spielen von Barcelona trat sie im Alter von 21 Jahren zurück, um zu heiraten und zwei Kinder groß zu ziehen. 1999 nahm sie das Training wieder auf und qualifizierte sich für die Olympischen Spiele in Sydney. Dort gewann sie eine weitere Goldmedaille mit der Mannschaft und erzielte den 3. Platz im Einzel.
Mit vier Goldmedaillen ist sie die erfolgreichste Bogenschützin an Olympischen Spielen, seit Bogenschießen 1972 wieder zur olympischen Sportart wurde.